# Булевардна литература
Булевардната литература (на немски: Schundliteratur) е литературен жанр предназначен за масовия читател, произведенията на който не наблягат на дълбоки теми, идеи или размисли от страна на читателя, а имат за цел развлечение, изненада или удовлетворение. Към нея спадат любовна литература, криминална литература, хумористична литература и донякъде фантастиката.